# Tetri Ckaro
Tetri Ckaro (gruzínsky: თეთრი წყარო; česky: Bílý pramen) je malé město v hornatém jihogruzínském regionu Kvemo Kartli přibližně 59 km jihozápadně od Tbilisi. Žije zde zhruba 3093 obyvatel.
V Tetri Ckaru se v roce 1863 narodil bratranec ruského cara Alexandra III. a ruský generál velkovévoda Georgij Michajlovič Romanov.